# 考滕巴赫
考滕巴赫（德语、法语：Kautenbach）是卢森堡北部市镇基施佩尔特的一个村庄。 2005年，该村的人口为120。 
2006年1月1日，旧市镇考滕巴赫与维尔沃维尔茨合并为新市镇基施佩尔特，此前考滕巴赫一直是维尔茨县的一个独立的市镇。成立基施佩尔特的法律于2005年7月14日获得通过。
1914年4月17日，该市镇行政中心从阿尔沙伊德（Alscheid）移至考滕巴赫，市镇名称也从阿尔沙伊德更为考滕巴赫。
古老的Schuttbourg城堡位于考滕巴赫村附近。 

## 旧市镇
旧市镇由以下村庄组成： 
- Alscheid
- 考滕巴赫
- Merkholz
- Koenerhof (称地)
- Schuttbourg-Château (称地)
- Schuttbourg-Moulin (称地)